# Agus Medina
Agus Medina, all'anagrafe Agustín Medina Delgado (Barberà del Vallès, 8 settembre 1994), è un calciatore spagnolo, centrocampista dell'Albacete.

## Carriera
Cresciuto nei settori giovanili di Barberà Andalucía, Terrassa, Jàbac Terrassa e Valencia, nel 2013 viene acquistato dal Sabadell, che lo aggrega alla propria squadra riserve. Il 24 agosto 2014 ha esordito in prima squadra, in occasione dell'incontro di Segunda División perso per 2-3 contro il Real Betis. Nel 2016 viene ceduto al Celta Vigo, dove gioca per due stagioni con la squadra riserve. Nel 2018 si accasa al Cornellà, militante nella terza divisione spagnola. L'anno successivo, si trasferisce al Birmingham City in Championship. Tuttavia, dopo solo due presenze, di cui una in campionato e una in Coppa di Lega, nel gennaio 2020 viene ceduto in prestito al Cornellà, che, al termine della stagione, decide di riscattarlo. Il 3 luglio 2021 si accasa al Ponferradina.

## Statistiche

### Presenze e reti nei club
Statistiche aggiornate al 2 ottobre 2022.
| Stagione            | Squadra             | Campionato          | Campionato | Campionato | Coppe nazionali | Coppe nazionali | Coppe nazionali | Coppe continentali | Coppe continentali | Coppe continentali | Altre coppe | Altre coppe | Altre coppe | Totale | Totale |
| Stagione            | Squadra             | Comp                | Pres       | Reti       | Comp            | Pres            | Reti            | Comp               | Pres               | Reti               | Comp        | Pres        | Reti        | Pres   | Reti   |
| ------------------- | ------------------- | ------------------- | ---------- | ---------- | --------------- | --------------- | --------------- | ------------------ | ------------------ | ------------------ | ----------- | ----------- | ----------- | ------ | ------ |
| 2014-2015           | Sabadell            | SD                  | 7          | 0          | CR              | 3               | 0               |                    | -                  | -                  |             | -           | -           | 10     | 0      |
| 2015-2016           | Sabadell            | SDB                 | 30         | 3          | CR              | 1               | 0               |                    | -                  | -                  |             | -           | -           | 31     | 3      |
| Totale Sabadell     | Totale Sabadell     | Totale Sabadell     | 37         | 3          |                 | 4               | 0               |                    | -                  | -                  |             | -           | -           | 41     | 3      |
| 2016-2017           | Celta Vigo B        | SDB                 | 26+1       | 1+0        |                 | -               | -               |                    | -                  | -                  |             | -           | -           | 27     | 1      |
| 2017-2018           | Celta Vigo B        | SDB                 | 37+4       | 5+0        |                 | -               | -               |                    | -                  | -                  |             | -           | -           | 41     | 5      |
| Totale Celta Vigo B | Totale Celta Vigo B | Totale Celta Vigo B | 63+5       | 6+0        |                 | -               | -               |                    | -                  | -                  |             | -           | -           | 68     | 6      |
| 2018-2019           | Cornellà            | SDB                 | 35+2       | 3+1        | CR              | 1               | 0               |                    | -                  | -                  |             | -           | -           | 38     | 4      |
| 2019-gen. 2020      | Birmingham City     | FLC                 | 1          | 0          | FACup+CdL       | 0+1             | 0               |                    | -                  | -                  |             | -           | -           | 2      | 0      |
| gen.-giu. 2020      | Cornellà            | SDB                 | 9+3        | 1+1        | CR              | -               | -               |                    | -                  | -                  |             | -           | -           | 12     | 2      |
| 2020-2021           | Cornellà            | SDB                 | 20+6       | 4+3        | CR              | 3               | 0               |                    | -                  | -                  |             | -           | -           | 29     | 7      |
| Totale Cornellà     | Totale Cornellà     | Totale Cornellà     | 29+9       | 5+4        |                 | 3               | 0               |                    | -                  | -                  |             | -           | -           | 41     | 9      |
| 2021-2022           | Ponferradina        | SD                  | 37         | 4          | CR              | 3               | 1               |                    | -                  | -                  |             | -           | -           | 40     | 5      |
| 2022-2023           | Ponferradina        | SD                  | 5          | 1          | CR              | 0               | 0               |                    | -                  | -                  |             | -           | -           | 5      | 1      |
| Totale carriera     | Totale carriera     | Totale carriera     | 257        | 38         |                 | 6               | 2               |                    | -                  | -                  |             | -           | -           | 263    | 40     |